# سيسلي تايسون
سيسلي تايسون (بالإنجليزية: Cicely Tyson)‏ (مواليد 19 ديسمبر 1924 في نيويورك - 27 يناير 2021)، هي ممثلة أمريكية بدأت مسيرتها الفنية سنة 1951، اشتهرت بتمثيلها دور المرأة الأمريكية من أصول أفريقية. وهي من الفائزات بجائزة الإيمي برايم تايم 3 مرات، وجوائز بلاك ريل 4 مرات، جائزة نقابة ممثلي الشاشة مرة واحدة، بالإضافة لجائزة جائزة توني. وحصلت على أعلى وسام مدني في الولايات المتحدة وهو وسام الحرية الرئاسي في نوفمبر 2016.

## حياتها الشخصية
ولدت سيسلي ونشأت في حي هارلم أحد أحياء نيويورك، وهي ابنة فريدريكا تايسون ووليام تايسون، الذي عمل نجاراً ورساماً وأي عمل آخر كان يعثر عليه. وكان والديها مهاجرين من جزيرة نيفيس في البحر الكاريبي. وقد وصل والدها إلى جزيرة إيليس في نيويورك وهو بعمر 21 سنة.

## الأعمال
- يوميات امرأة سوداء مجنونة
- المساعدة
- آخر علم طائر
- غايدنغ لايت
- مكتب التحقيقات الفيدرالي
- غان سموك
- ميشين إمبوسيبول
- ساترداي نايت لايف
- ممسوس بملاك
- القانون والنظام: الوحدة الخاصة للضحايا
- كيف تفلت بجريمة قتل
- بيت البطاقات
- رحلة إلى بونتيفول

## روابط خارجية
- سيسلي تايسون على موقع IMDb (الإنجليزية)
- سيسلي تايسون على موقع ميتاكريتيك (الإنجليزية)
- سيسلي تايسون على موقع الموسوعة البريطانية (الإنجليزية)
- سيسلي تايسون على موقع روتن توميتوز (الإنجليزية)
- سيسلي تايسون على موقع قاعدة بيانات الأفلام العربية
- سيسلي تايسون على موقع ألو سيني (الفرنسية)
- سيسلي تايسون على موقع تيرنر كلاسيك موفيز (الإنجليزية)
- سيسلي تايسون على موقع أول موفي (الإنجليزية)
- سيسلي تايسون على موقع قاعدة بيانات برودواي على الإنترنت (الإنجليزية)
- سيسلي تايسون على موقع قاعدة بيانات الأفلام السويدية (السويدية)